# Broons
Broons je francouzská obec v departementu Côtes-d'Armor v regionu Bretaň. V roce 2009 zde žilo 2 924 obyvatel. Je centrem kantonu Broons.